# Calmecac
Il Calmecac (pronunciato: kalˈmekak; "la casa della nobiltà") fu una scuola per i figli della nobiltà azteca (pīpiltin; pronunciato [piːpiltin]) attiva nel tardo periodo postclassico della storia mesoamericana.

## Descrizione
In questa scuola ai ragazzi veniva impartita un'educazione religiosa e militare. I calmecac erano in contrapposizione con i Tēlpochcalli (pronunciato: [teːlpotʃ'kalli]; "casa della gioventù"), in cui ai figli del ceto basso (mācēhualtin, pronunciato [maːseːwaltin]) veniva impartito un addestramento esclusivamente militare. Solo pochi di questi ultimi potevano entrare nel Calmecac, destinatari comunque dell'insegnamento di sole tematiche religiose.
Il calmecac della capitale azteca, Tenochtitlán, si trovava nel centro religioso della città, ed era dedicato a Quetzalcoatl.
Il calmecac era la casa degli studenti per tutta la durata dell'addestramento, che occupava i ragazzi dall'età di 5 fino ai 7 anni con scarsa gradualità: i primi erano immediatamente introdotti alle pratiche degli adulti, e i secondi sottoposte alla disciplina ed alle relative punizioni. 
Agli studenti venivano insegnati i canti, i rituali, la lettura e la scrittura, il calendario (tōnalpōhualli; pronunciato [toːnalpoː'walli]) e tutte le tecniche basilari insegnate anche nel telpochcalli. 
L'addestramento militare formale iniziava attorno ai 15 anni.
I più promettenti figli dei nobili venivano sottoposti ad un addestramento speciale che li avrebbe portati a far parte dei guerrieri giaguaro (ōcēlōmeh; pronunciato [oːceːloːmeʔ]) o dei guerrieri aquila (cuāuhtin; pronunciato ['kʷaːwtin]) all'interno dei propri quartieri, i cuāuhcalli ([kʷaːw'kalli]).